# Namtillaku
Namtillaku ist eine sumerische Gottheit.
Namtillaku ist eine Unterweltsgottheit, der „geheime und machtvolle Herr“. Er hat die Macht, dass sich die Toten erheben und kann mit den Geistern von Abyssos sprechen. Niemand geht in den Tod, ohne dass er es weiß.
In späterer, babylonischer Zeit wurde der Name und die Funktion des Namtillaku von Marduk assimiliert. Von da an war es einer der fünfzig Namen des Marduk.